# Jorma Vaihela
Jorma Vaihela (Raahe, 30 settembre 1925 – 9 febbraio 2006) è stato un calciatore finlandese, di ruolo centrocampista.

## Carriera

### Nazionale
Esordisce il 24 agosto del 1947 contro la Svezia (7-0).